# Playa de Les Bovetes
La playa de les Bovetes es una playa de arena del municipio de Denia en la provincia de Alicante (España).
Limita al norte con la Escollera del Molins y al sur con el Barranco de l´Alter y tiene una longitud de 1.733 m, con una amplitud de 80 m.
Se sitúa en un entorno urbano, disponiendo de acceso por calle. Es accesible para personas con discapacidad y cuenta con balizamiento.
- Esta playa cuenta con el distintivo de bandera azul.[1]